# Église de la Magdalena de Cordoue
L’église de la Magdalena est une église de style mudéjar située à Cordoue, capitale de la province espagnole du même nom, dans la communauté autonome d'Andalousie.

## Localisation
L'église se dresse sur la Plaza de la Magdalena, dans le quartier de la Magdalena (Barrio de la Magdalena), un quartier de l'est du centre ville de Cordoue.

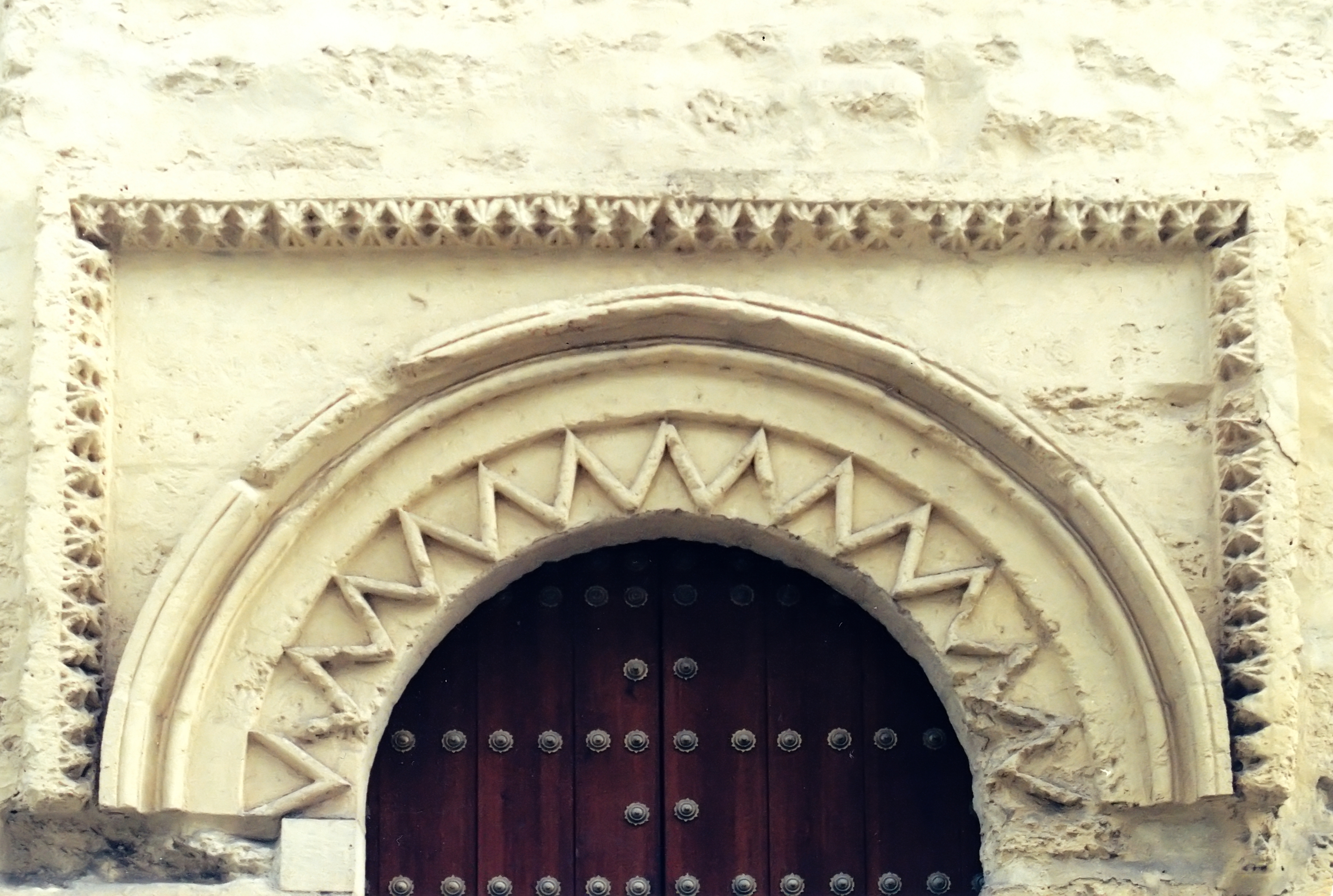
L'arc et l'alfiz du portail méridional.

## Historique
L'église est une des douze églises fernandines de Cordoue (iglesias fernandinas en espagnol), églises de style mudéjar construites par le roi Ferdinand III de Castille (Fernando III) après la reconquête de la ville en 1236, en recourant à la main-d'œuvre des mudéjars, musulmans d’Espagne devenus sujets des royaumes chrétiens durant la Reconquista.
Elle fait l'objet d'un classement au titre des monuments historiques  (Bien de Interés Cultural) depuis le 17 mars 1982, sous la référence RI-51-0004616.
Dévastée par un grave incendie le 5 septembre 1990, l'église est actuellement désacralisée et sert de lieu d'exposition.

## Architecture
L'église de la Magdalena combine le style roman tardif, le style gothique et le style mudéjar.
Comme les autres églises fernandines de Cordoue, elle est construite en pierre de taille et non en briques comme les églises mudéjares de Tolède.
L'église présente trois remarquables portails mudéjar.
Le portail de la façade méridionale, le plus modeste des trois, est surmonté d'un arc en plein cintre encadré d'un alfiz orné de pointes de diamant. L'archivolte de cet arc comporte une voussure ornée d'un décor de bâtons brisés, une voussure moulurée et un larmier en saillie.
Le portail occidental, flanqué de colonnes aux chapiteaux sculptés, est surmonté d'un arc brisé dont l'archivolte possède cinq voussures moulurées. La voussure interne est ornée d'un décor de bâtons brisés tandis que le larmier est orné de boules. Ce portail est surmonté d'un oculus trilobé non ajouré. 
La partie supérieure de la façade occidentale est ornée d'une grande rosace à quadruple voussure moulurée et décor de pointes de diamant, dont le remplage comporte trois zones concentriques comportant respectivement un entrelacs de cercles et d'arcs cintrés, une série de colonnettes et enfin un entrelacs d'arcs ogivaux.
La façade nord, enfin, est percée d'un portail ogival flanqué lui aussi de colonnes à chapiteaux sculptés. Son archivolte comprend cinq voussures moulurées surmontées d'un larmier orné de pointes de diamant et d'une corniche soutenue par des modillons à copeaux.

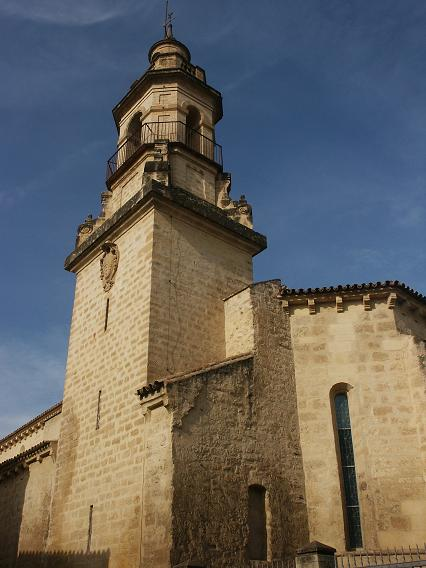
Le clocher.
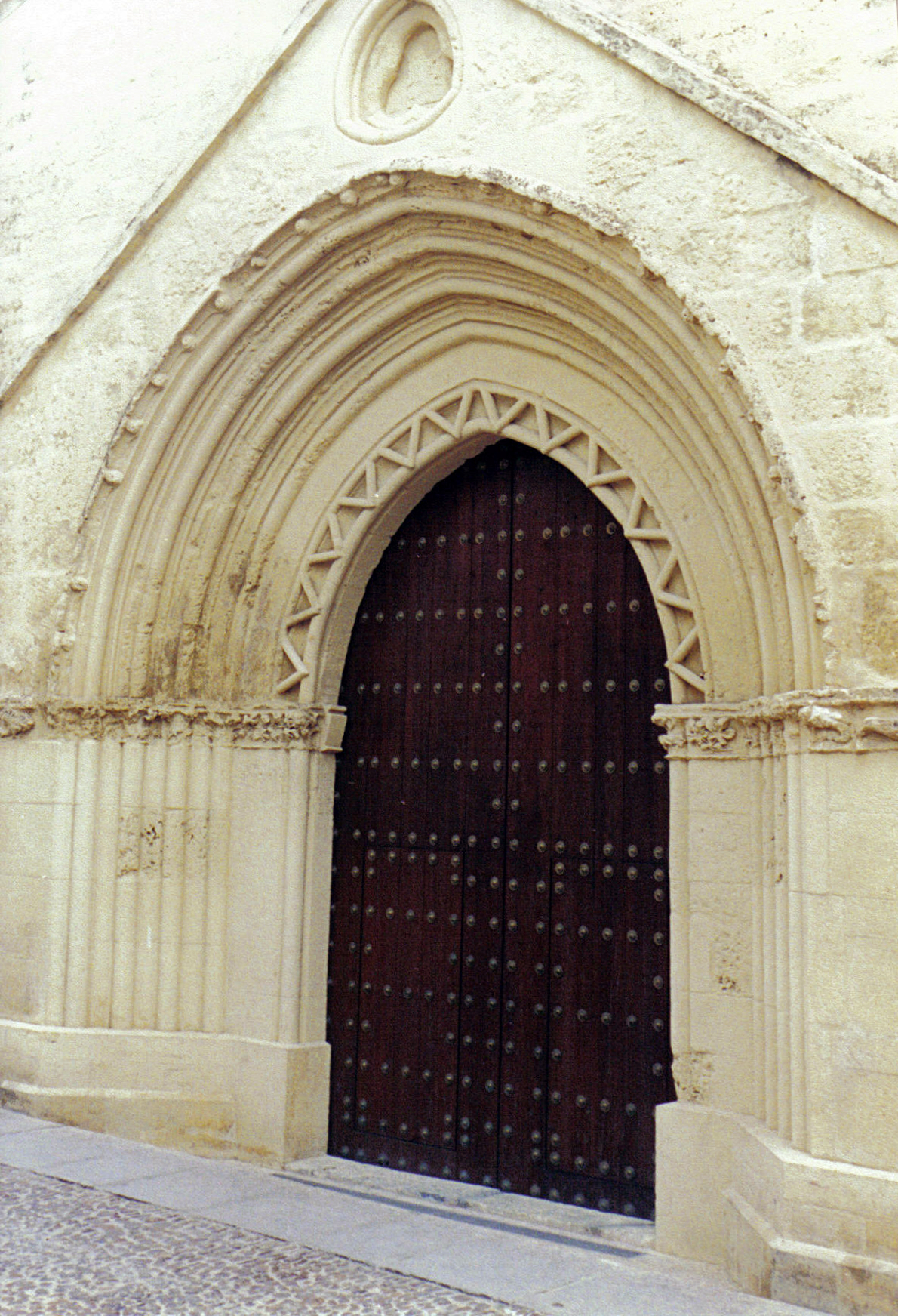
Le portail occidental.
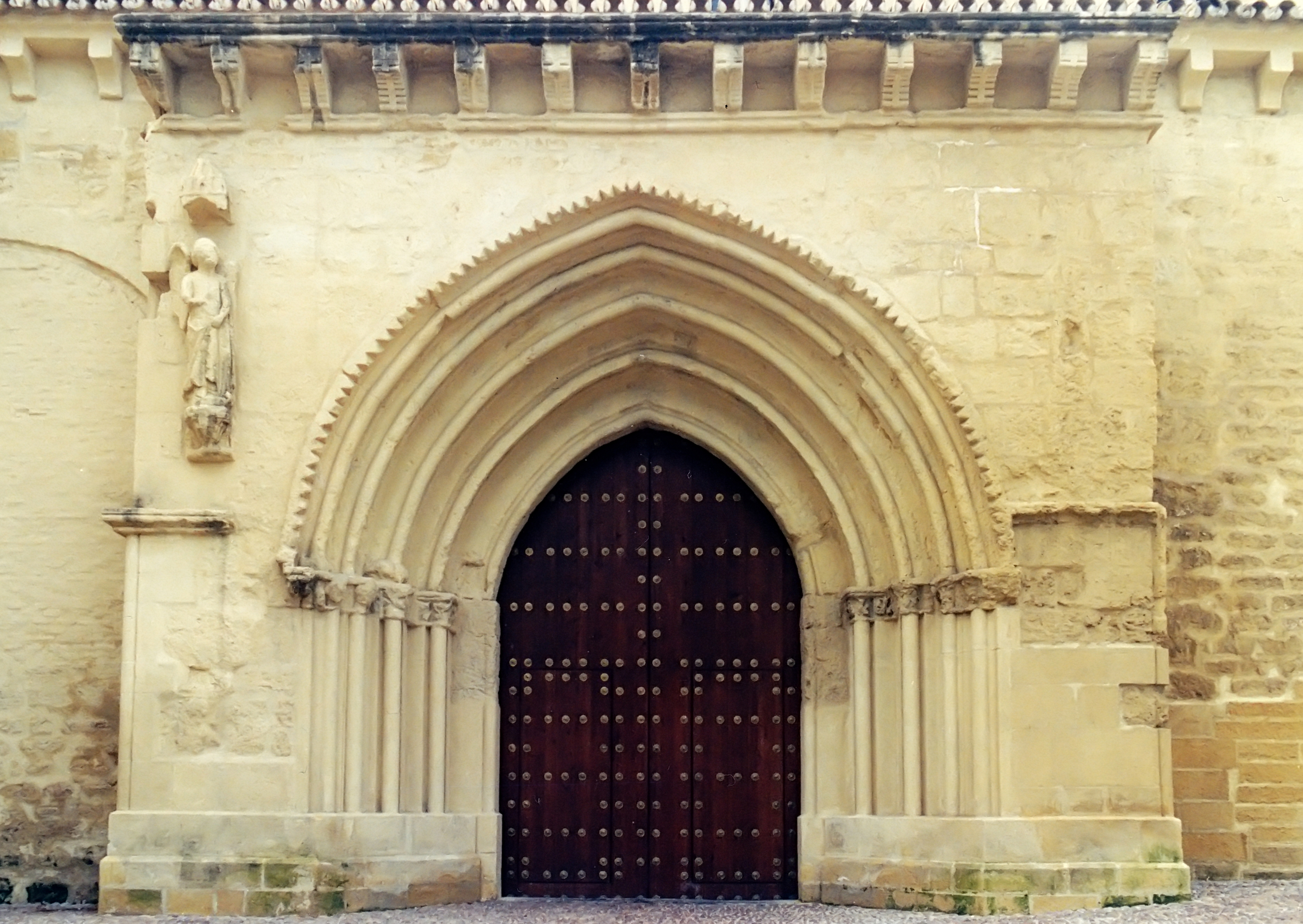
Le portail nord.
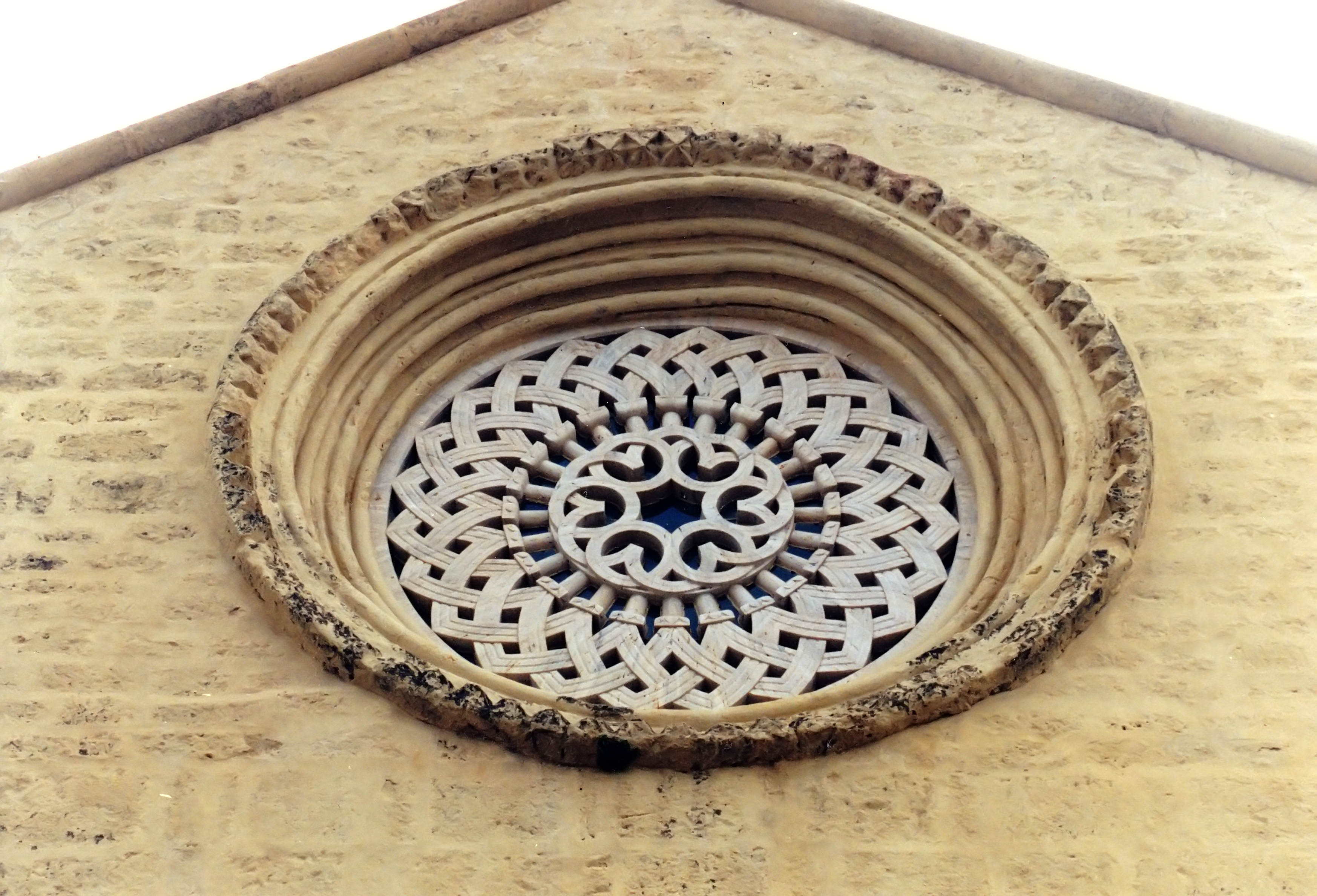
La rosace.
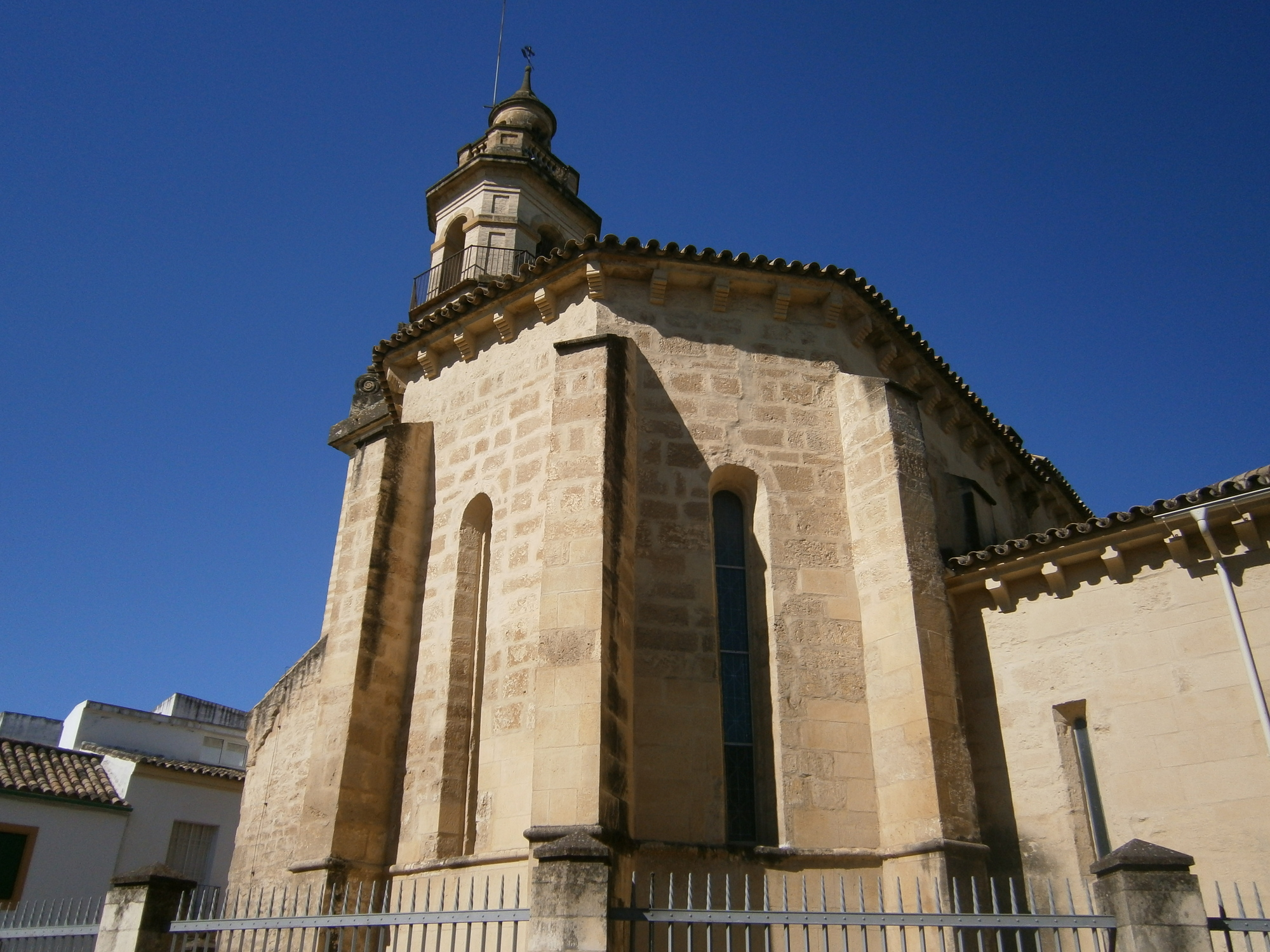
Le chevet.

### Sources
- (es) Cet article est partiellement ou en totalité issu de l’article de Wikipédia en espagnol intitulé « Iglesia de La Magdalena (Córdoba) » (voir la liste des auteurs).